# 웰링턴 올림픽 AFC
웰링턴 올림픽 AFC(Wellington Olympic Association Football Club)는 뉴질랜드의 수도 웰링턴에 연고를 둔 축구단으로 현재 뉴질랜드 내셔널리그와 뉴질랜드 센트럴리그에 참가하고 있다.